# Monte Mario

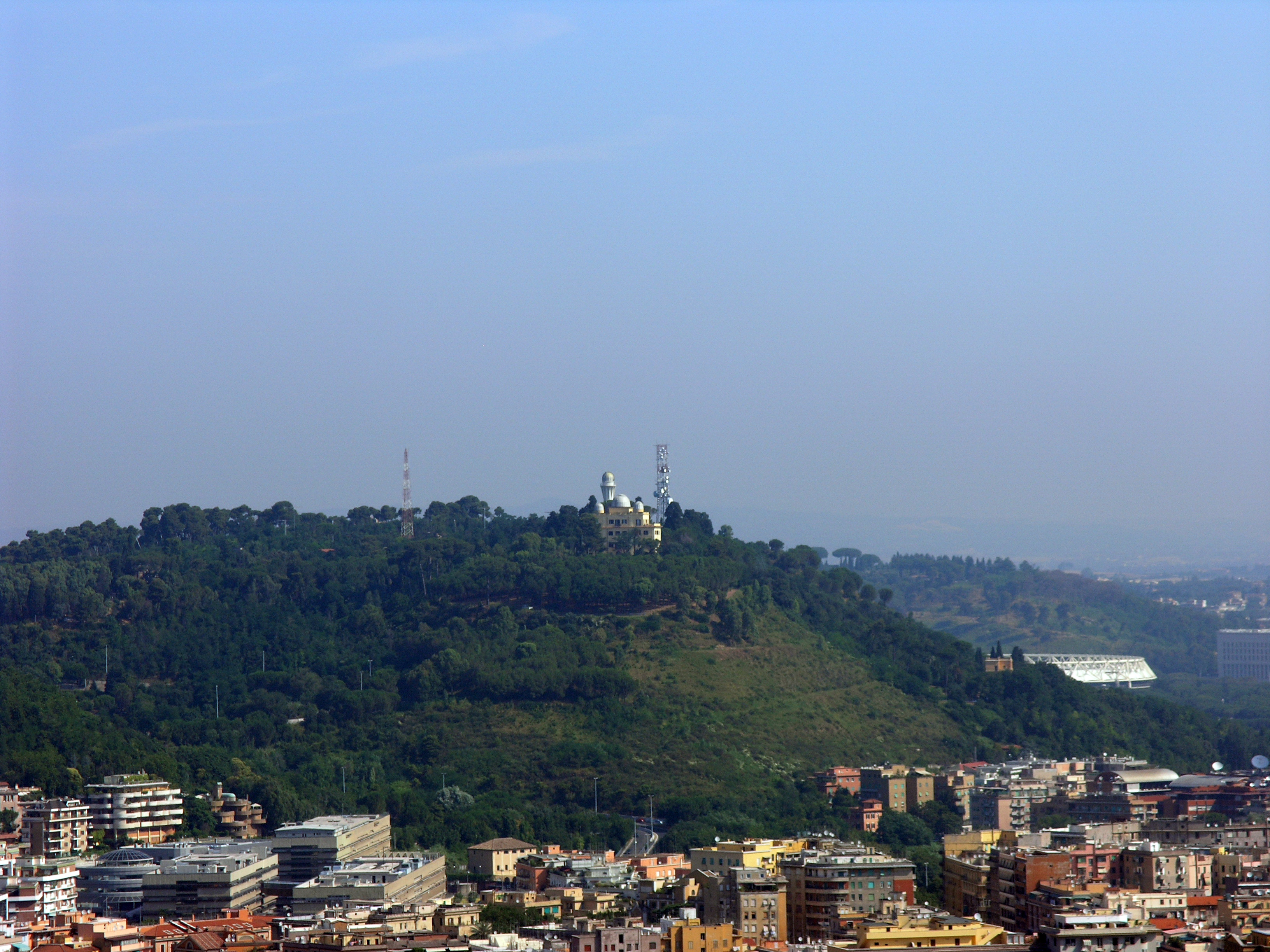
Monte Mario

De Monte Mario is een heuvel in Rome.
De heuvel is met 139 meter de hoogste van Rome. Hij ligt in het noordwesten van de stad. Het oostelijke deel van de heuvel is een natuurreservaat. Op de westelijke helft is een woonwijk gebouwd. 

## Geschiedenis
In de directe omgeving van de Monte Mario zijn prehistorische vuurstenen pijlpunten en dierentanden gevonden, die ongeveer 65.000 jaar oud zijn. Dit zijn de oudste archeologische vondsten in Rome. 
De heuvel stond in de oudheid bekend als "Clivus Cinnae" (naar Lucius Cornelius Cinna), of "Mons Vaticanus". De heuvel maakt ook deel uit van dezelfde heuvelkam waarop Vaticaanstad is gebouwd. Aangezien hij buiten de oorspronkelijke stadsgrenzen lag, behoorde de Monte Mario nooit tot de Zeven heuvels waarop Rome volgens de legendes was gebouwd. 
In de middeleeuwen stond de heuvel bekend als "Monte Malo" (slechte berg), omdat hier in 998 de edelman Giovanni Crescenzio werd vermoord. De huidige naam zou een verbastering daarvan zijn. Een andere theorie schrijft de naam echter toe aan kardinaal Mario Mellini, die in de 15e eeuw een villa en enkele gehuchten op en rondom de heuvel bezat. In de 17e eeuw bouwde de kunstenaar en architect Pietro da Cortona zijn "Villa Pigneto" met siertuin op verschillende niveaus tegen de Monte Mario. Nadat de villa in 1630 was voltooid, was het 50 jaar later al sterk vervallen. De ruïnes van dit gebouw werden in de 19e eeuw afgebroken.
Op de heuvel liggen de kerk en klooster Santa Maria Rosario. Op de top staat het Monte Mario-observatorium, wat onderdeel is van het Romeinse observatorium en het Museo Astronomico Copernicano. Deze locatie werd tot 1960 als de belangrijkste meridiaan gebruik op Italiaanse kaarten, in plaats van Meridiaan van Greenwich.

## Bron
- Dit artikel of een eerdere versie ervan is een (gedeeltelijke) vertaling van het artikel Monte Mario op de Engelstalige Wikipedia, dat onder de licentie Creative Commons Naamsvermelding/Gelijk delen valt. Zie de bewerkingsgeschiedenis aldaar.